# مكتبة الأبحاث

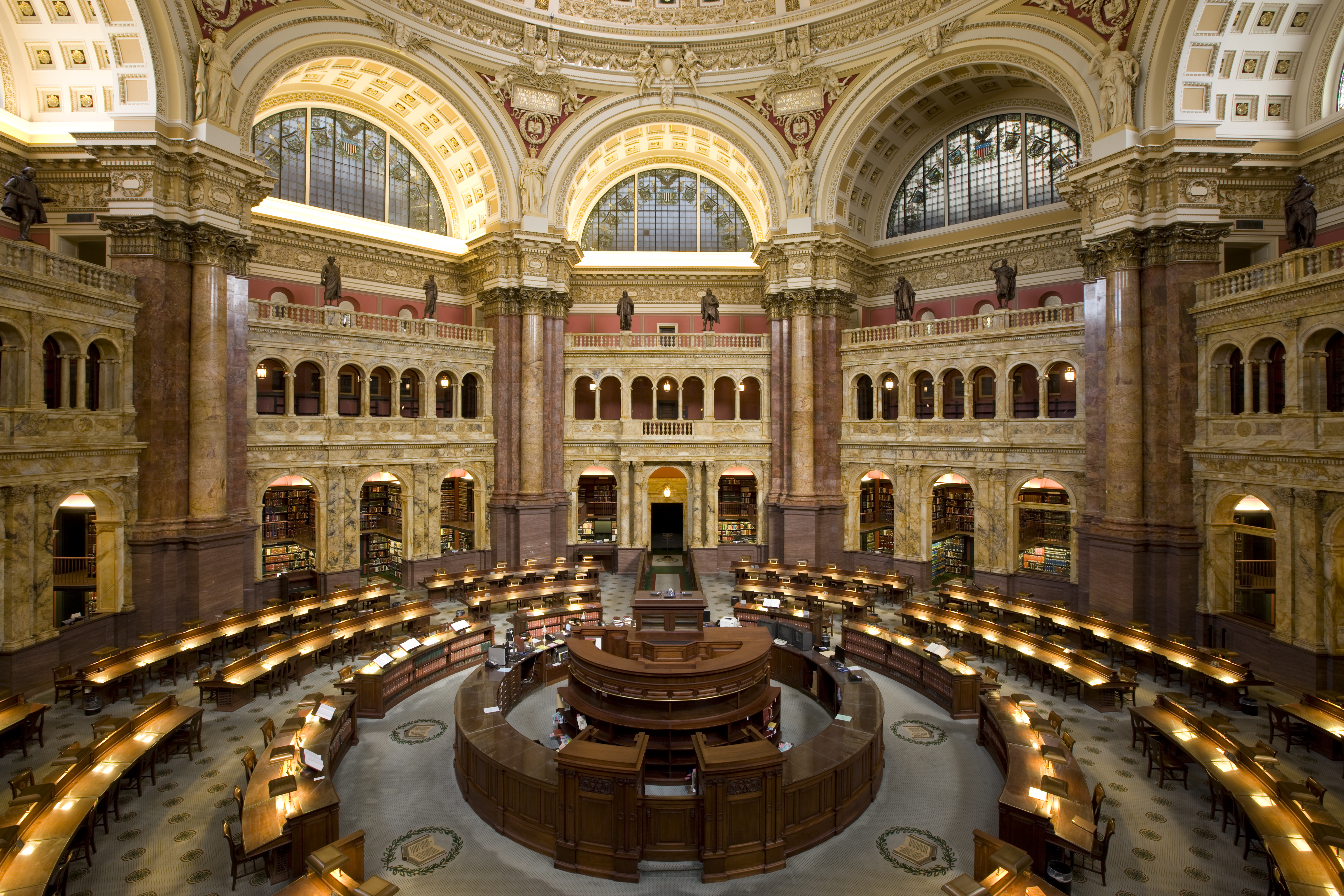
مكتبة الكونجرس هي واحدة من أكبر مكتبات الأبحاث في العالم

مكتبة الأبحاث هي مكتبة تشتمل على مجموعة متعمقة من المستندات حول موضوع واحد أو عدة مواضيع.

## نبذة
تتضمن مكتبة الأبحاث بصفة عامه المصادر الأساسية و كذلك المصادر الثانوية . تعتبر مكتبات الجامعات الكبيرة مكتبات بحثية، وكثيرا ما تحتوي على العديد من المكتبات البحوث الفرعية المتخصصة. تم تأسيس مكتبات بحثية لتلبية متطلبات البحث، ولهذا فهي مزودة بمواد أصلية ذات مضمون عالي الجودة. و في اغلب الحالات، ترتبط مكتبات البحث بمؤسسات أو منظمات بحثية.

## خدمات
يمكن أن تكون مكتبات الابحاث إما مكتبات مرجعية لا تقرض مقتنياتها، أو مكتبات إقراض، والتي تقرض كل أو بعض مقتنياتها. و بعض المكتبات البحثية واسعة جدًا أو التقليدية تعتبر مرجعية تمامًا بهذا المعنى، ولا تعير أيًا من موادها ؛ معظم مكتبات الابحاث الأكاديمية ، على الأقل في الولايات المتحدة، تعير الكتب الآن، لكن ليس المجلات أو المواد الأخرى.
و كثيرا ما ترتبط مكتبة الأبحاث بخدمات الجامعة المتعلقة بالاتصالات الأكاديمية، بمثابة تأييد المجلات لإمكانية الوصول بحرية التي تنظمها الهيئة وإدارة المستودع المؤسسي، فضلاً عن دعم استخدام مستودعات المؤسسات الأخرى والمفتوحة. المحفوظات من خلال أدوات الاكتشاف ومحركات البحث الأكاديمية مثل BASE و CORE و Unpaywall .

## معرض الصور

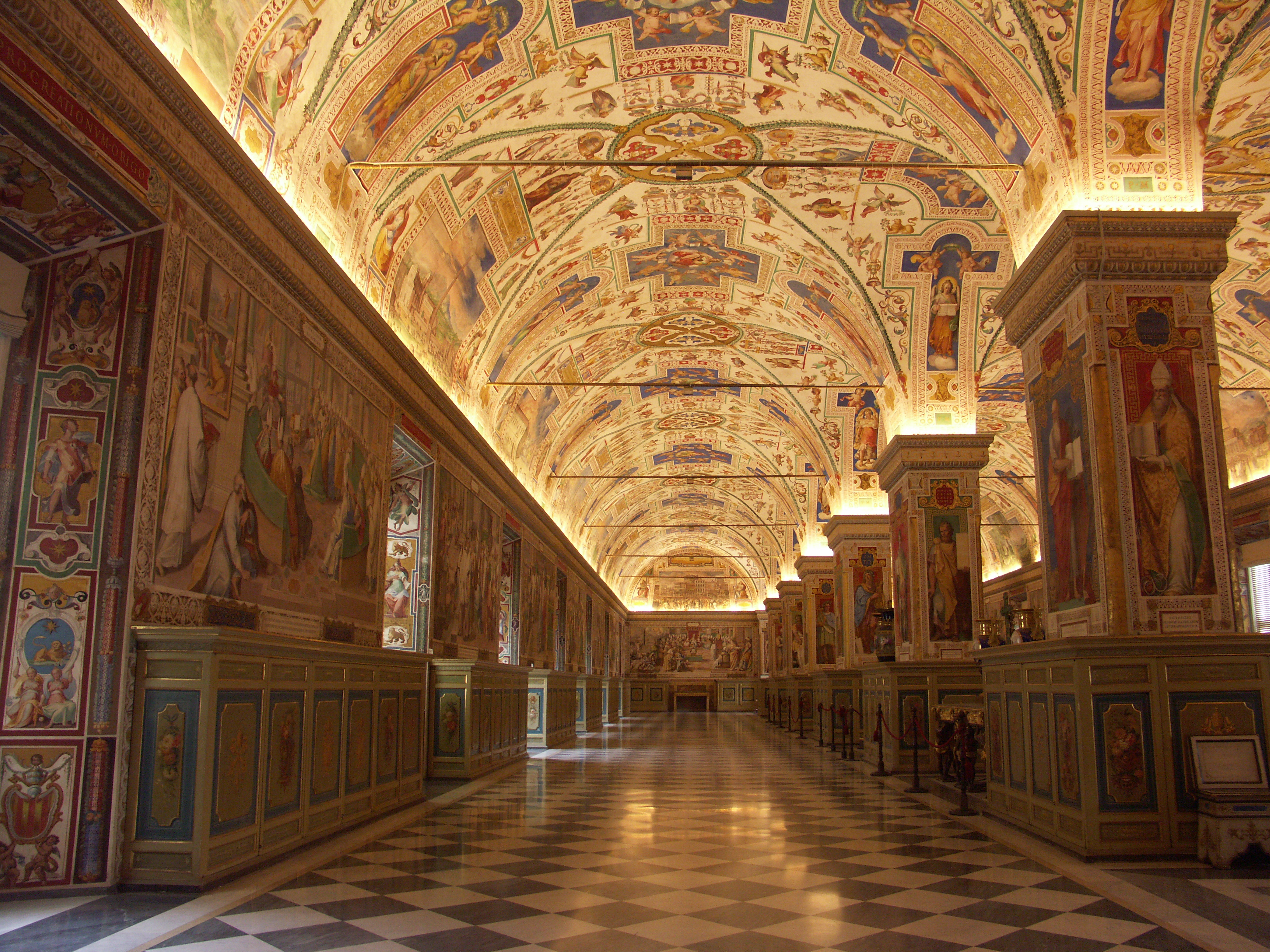
قاعة سيستين في مكتبة الفاتيكان ، مدينة الفاتيكان
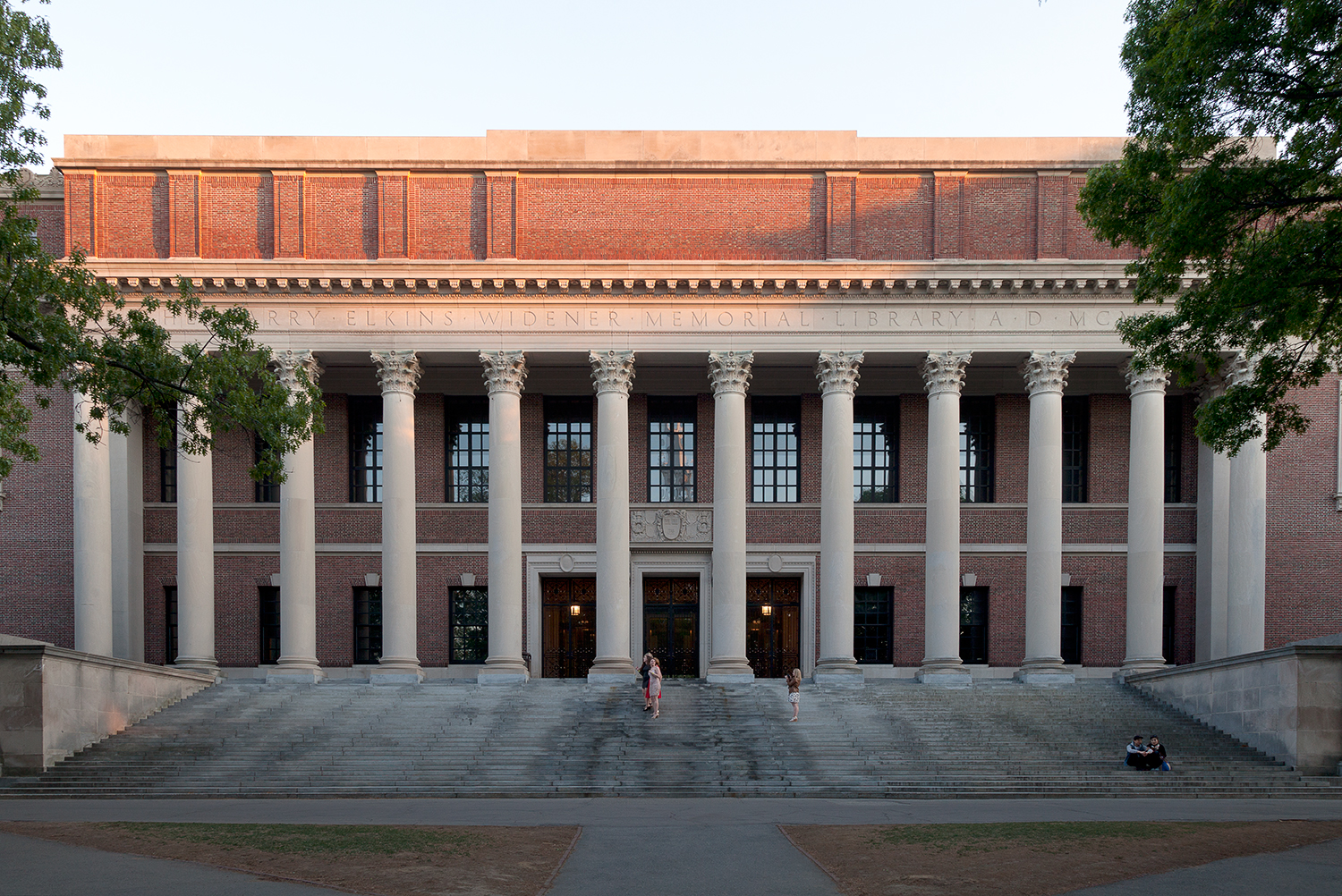
تعد مكتبة وايدنر في جامعة هارفارد واحدة من أكبر مكتبات الابحاث في العالم
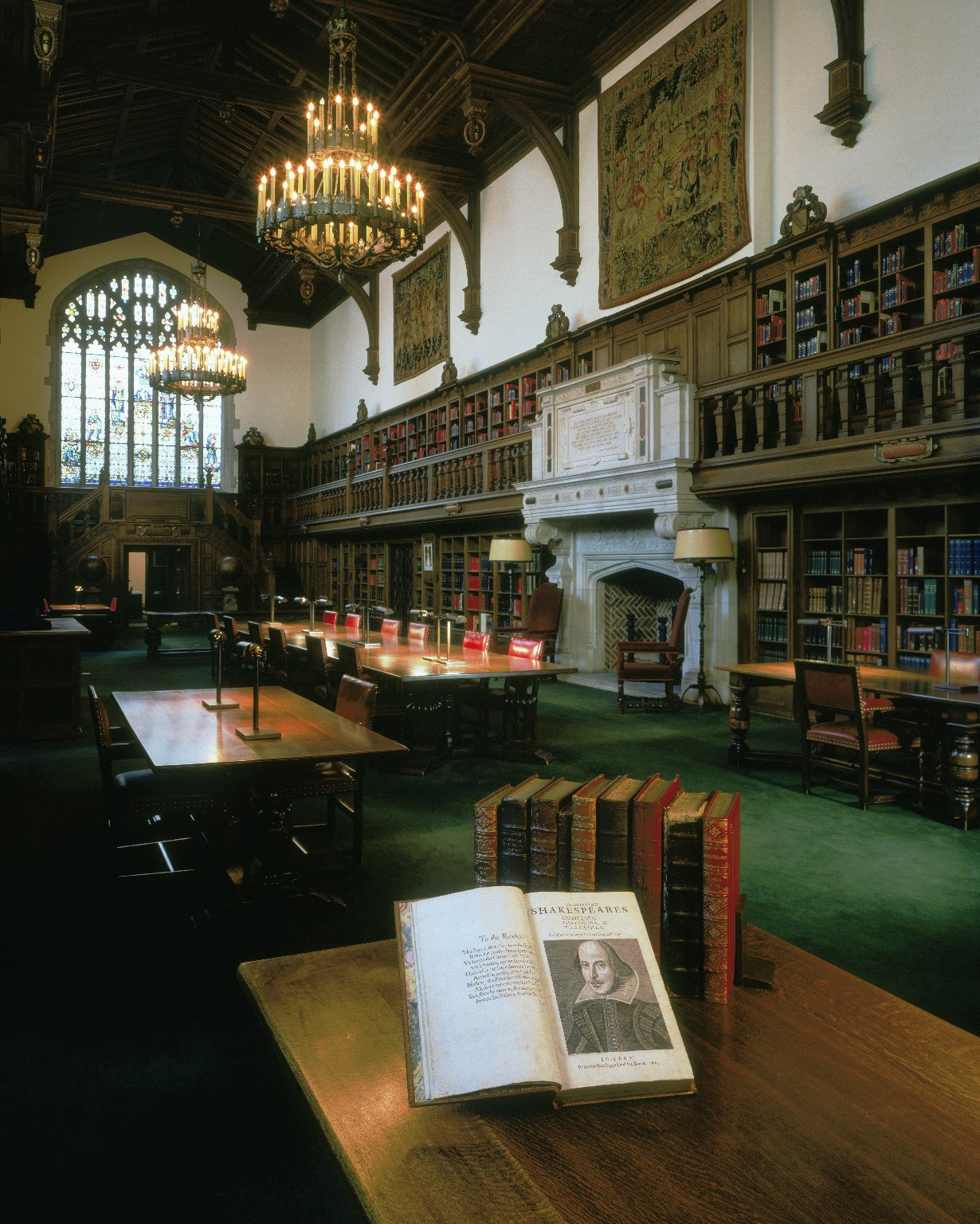
مكتبة فولجر شكسبير ، واشنطن العاصمة
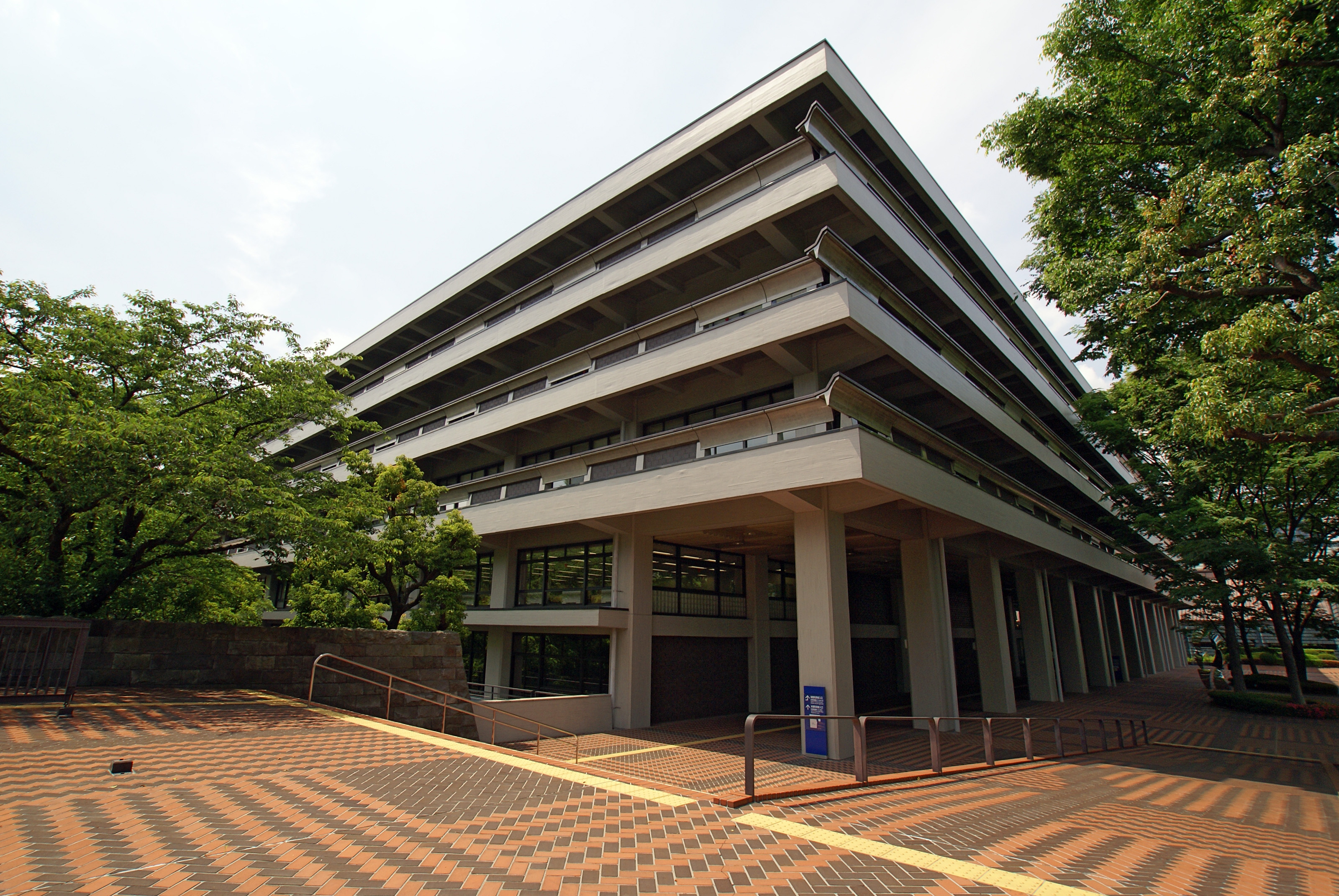
مكتبة البرلمان الوطنية في اليابان
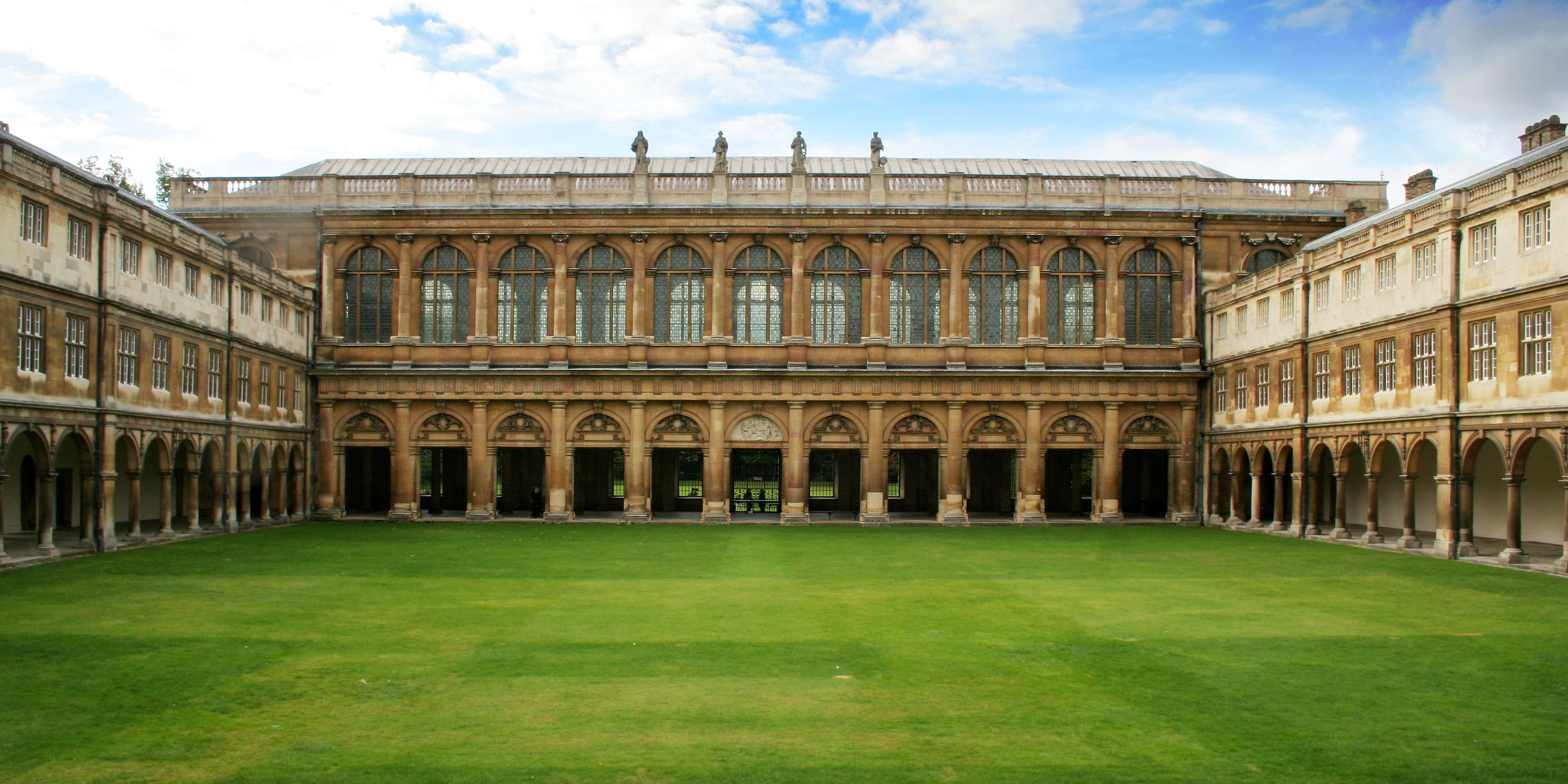
مكتبة ورين ، كلية ترينيتي ، جامعة كامبريدج